# Gelocidae
Gelocidae é uma família extinta de mamíferos da ordem Artiodactyla. Ocorreu na América do Norte, Europa e Ásia do Eoceno ao Mioceno.

## Taxonomia
Gelocidae está classificada na superfamília Traguloidea.
- Gênero Gelocus Aymard, 1855 [do Eoceno Superior ao Oligoceno Superior da Europa]
- Gênero Paragelocus Schlosser, 1902 [Oligoceno Inferior da Europa]
- Gênero Pseudogelocus Schlosser, 1902 [Oligoceno Inferior da Europa]
- Gênero Prodremotherium Filhol, 1877 [Oligoceno da Eurásia]
- Gênero Gobimeryx Trofimov, 1957 [do Eoceno Superior ao Oligoceno Inferior da Ásia]
- Gênero Pseudoceras Frick, 1937 [Mioceno Superior da América do Norte]
- Gênero Pseudomeryx Trofimov, 1957 [Oligoceno Inferior da Ásia]
- Gênero ?Phaneromeryx Schlosser, 1886 [Eoceno Superior da Europa]
- Gênero ?Rutitherium Filhol, 1876 [do Eoceno Superior ao Oligoceno Superior da Europa]